# كأس ملك إسبانيا 2008–09
كان كأس ملك إسبانيا 2008–09 الموسم رقم 107 في تاريخ كأس ملك إسبانيا. بدأت المنافسة يوم 23 أغسطس 2008 وانتهت مع النهائي يوم 13 مايو 2009. فاز برشلونة بهذه النسخة بعد تغلبه على أتلتيك بيلباو بنتيجة 4–1 في النهائي الذي أُقيم بملعب ميستايا في مدينة فالنسيا.
كان فالنسيا حامل اللقب إلا أنه خسر أمام إشبيلية في ربع النهائي.

## الفرق المتأهلة
- 20 فريقًا من الدوري الإسباني 2007–08
- 21 فريقًا من دوري الدرجة الثانية الإسباني 2007–08
- 24 فريقًا من دوري الدرجة الثانية ب
- 18 فريقًا من دوري الدرجة الثالثة

## دور الستة عشر
| الفريق الأول     | إجم.            | الفريق الثاني       | مباراة الذهاب | مباراة الإياب |
| ---------------- | --------------- | ------------------- | ------------- | ------------- |
| إشبيلية          | 5–1             | ديبورتيفو لاكورونيا | 2–1           | 3–0           |
| سبورتينغ خيخون   | 4–3             | ريال بلد الوليد     | 3–1           | 1–2           |
| بولي إخيدو       | 3–3 (a)         | إسبانيول            | 3–2           | 0–1           |
| ريال يونيون      | 0–2             | ريال بيتيس          | 0–1           | 0–1           |
| ريال مايوركا     | 4–2             | ألمريا              | 3–1           | 1–1           |
| راسينغ سانتاندير | 2–4 (وقت إضافي) | فالنسيا             | 1–1           | 1–3           |
| أتلتيكو مدريد    | 2–5             | برشلونة             | 1–3           | 1–2           |
| أوساسونا         | 1–3             | أتلتيك بيلباو       | 1–1           | 0–2           |

## ربع النهائي
| الفريق الأول  | إجم.    | الفريق الثاني  | مباراة الذهاب | مباراة الإياب |
| ------------- | ------- | -------------- | ------------- | ------------- |
| فالنسيا       | 4–4 (a) | إشبيلية        | 3–2           | 1–2           |
| إسبانيول      | 2–3     | برشلونة        | 0–0           | 2–3           |
| أتلتيك بيلباو | 2–1     | سبورتينغ خيخون | 0–0           | 2–1           |
| ريال مايوركا  | 1–0     | ريال بيتيس     | 1–0           | 0–0           |

## نصف النهائي
| الفريق الأول | إجم. | الفريق الثاني | مباراة الذهاب | مباراة الإياب |
| ------------ | ---- | ------------- | ------------- | ------------- |
| إشبيلية      | 2–4  | أتلتيك بيلباو | 2–1           | 0–3           |
| برشلونة      | 3–1  | ريال مايوركا  | 2–0           | 1–1           |

## النهائي
| برشلونة                                       | 4–1 | أتلتيك بيلباو |
| --------------------------------------------- | --- | ------------- |
| توريه 32' · ميسي 55' · كركيتش 57' · تشافي 64' |     | توكويرو 8'    |

| برشلونة | أتلتيك بيلباو |

|                       |
| البطل برشلونة         |
| اللقب الخامس والعشرون |